# NGC 168
NGC 168 este o galaxie spirală, posibil galaxie lenticulară, situată în constelația Balena. A fost descoperită în 21 noiembrie 1886 de către Frank Muller. De asemenea, a fost observată încă o dată de către Herbert Howe.